# Église Saint-Vincent-de-Paul de Massicault
L'église Saint-Vincent-de-Paul de Massicault, située dans la ville de Borj El Amri (anciennement Massicault) en Tunisie, est une église catholique construite en 1909 pendant le protectorat français. Cédée au gouvernement tunisien en 1964, elle abrite désormais le siège de la municipalité.

## Historique de l'église
L'installation de colons français dans la région justifie la création du village de Massicault ainsi nommé en hommage à Justin Massicault, résident général de France en Tunisie du 23 novembre 1886 jusqu'à sa mort, le 5 novembre 1892.

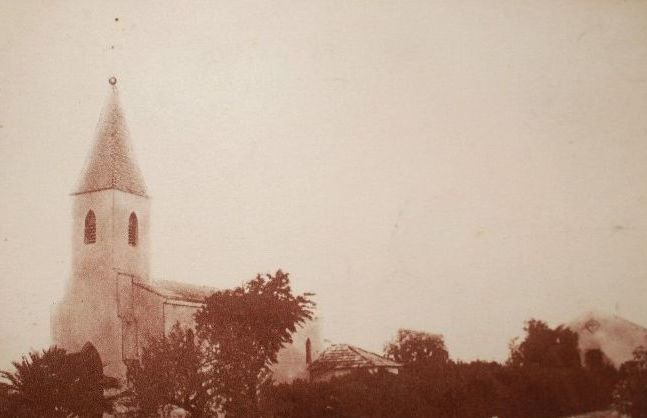
Vue de l'église dans les années 1940.

Afin de construire un lieu de culte permanent pour les fidèles de la région, l'archevêché de Carthage achète un terrain de 84,82 ares pour la somme de 703 francs. La première messe est dite dans la nouvelle église le 13 juin 1909 mais, un an après, les travaux ne sont toujours pas achevés. D'après le journal La Semaine paroissiale, le bâtiment est « peint à la chaux et très sommairement meublé, la tribune même ne possède encore que son ossature métallique. L'édifice n'a pas encore reçu son crépissage extérieur ». Il est coiffé « d'un clocher de tuiles vertes surmonté d'une croix de fer ». Dédiée à saint Vincent de Paul, l'église est tout de même inaugurée le 13 juin 1910,.
L'architecte du bâtiment, qui n'est autre qu'un colon de la région du nom de Gilles, ancien employé des Travaux publics, a conçu un édifice de style néogothique. Il est constitué d'une nef unique éclairée par des ouvertures ogivales et surmontée d'un clocher-tour au milieu de la façade principale.
Durant les premières années, les offices ne rassemblent que peu de fidèles car la région ne compte que 500 paroissiens, dont beaucoup sont Italiens, répartis entre trois lieux de culte. Il faut attendre 1931 pour que l'église acquière une certaine renommée en organisant la bénédiction des voitures à l'occasion de la fête de la Pentecôte en présence de l'archevêque de Carthage, Monseigneur Alexis Lemaître. Cette cérémonie très particulière se renouvelle chaque année.
L'église est à nouveau bénie le 21 décembre 1951 à l'occasion de l'achèvement des travaux d'agrandissement de l'édifice.
L'indépendance du pays en 1956 provoque le départ de nombreux Européens vers la France et l'Italie. Le modus vivendi signé entre le gouvernement tunisien et le Vatican le 10 juillet 1964 prend acte de cette disparition de la communauté chrétienne de Massicault, devenu Borj El Amri. Son église est cédée au gouvernement tunisien avec l'assurance qu'elle ne sera utilisée qu'à des fins d'intérêt public compatibles avec son ancienne destination.
Elle abrite désormais le siège de la municipalité.

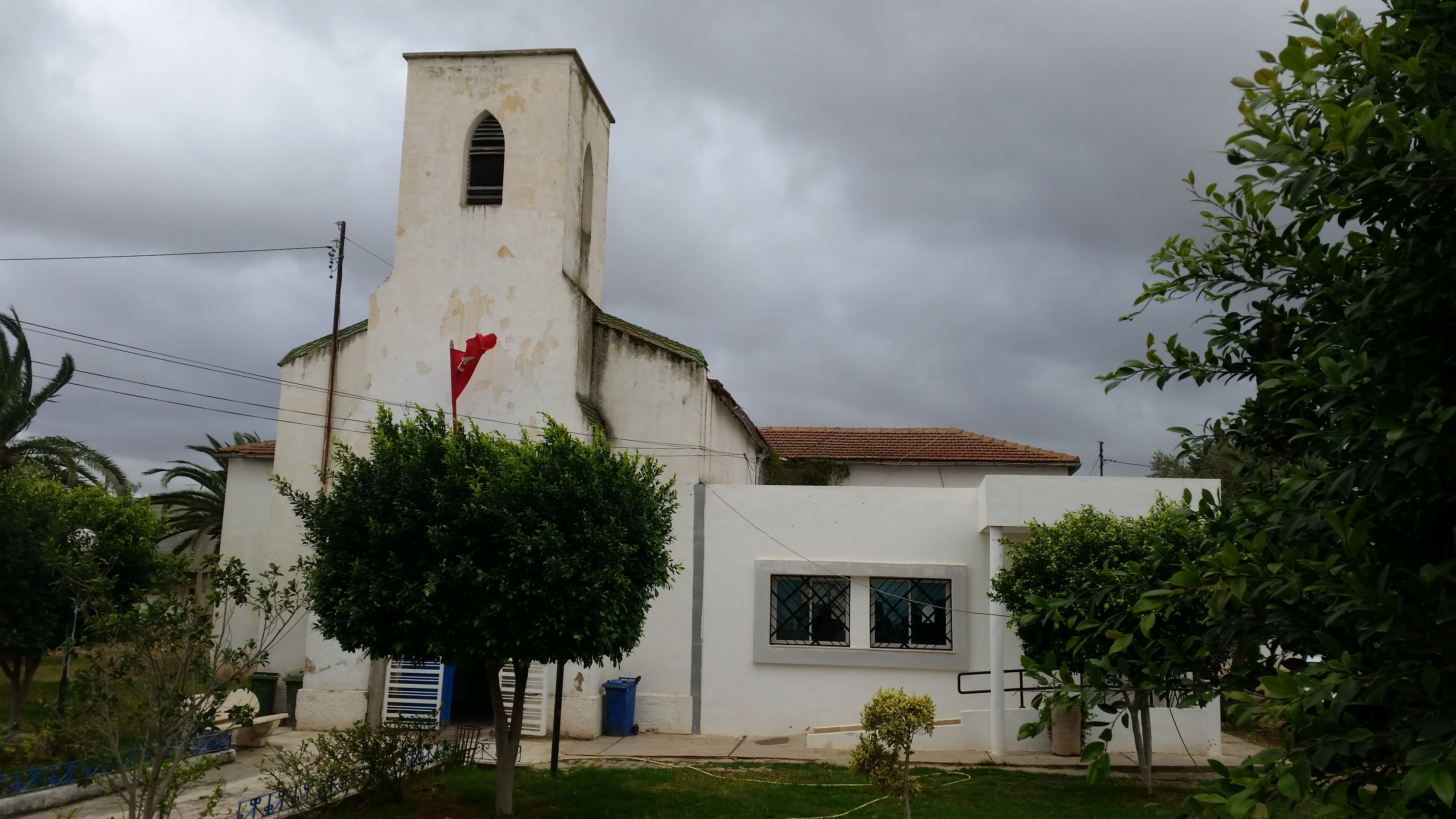
Façade principale.
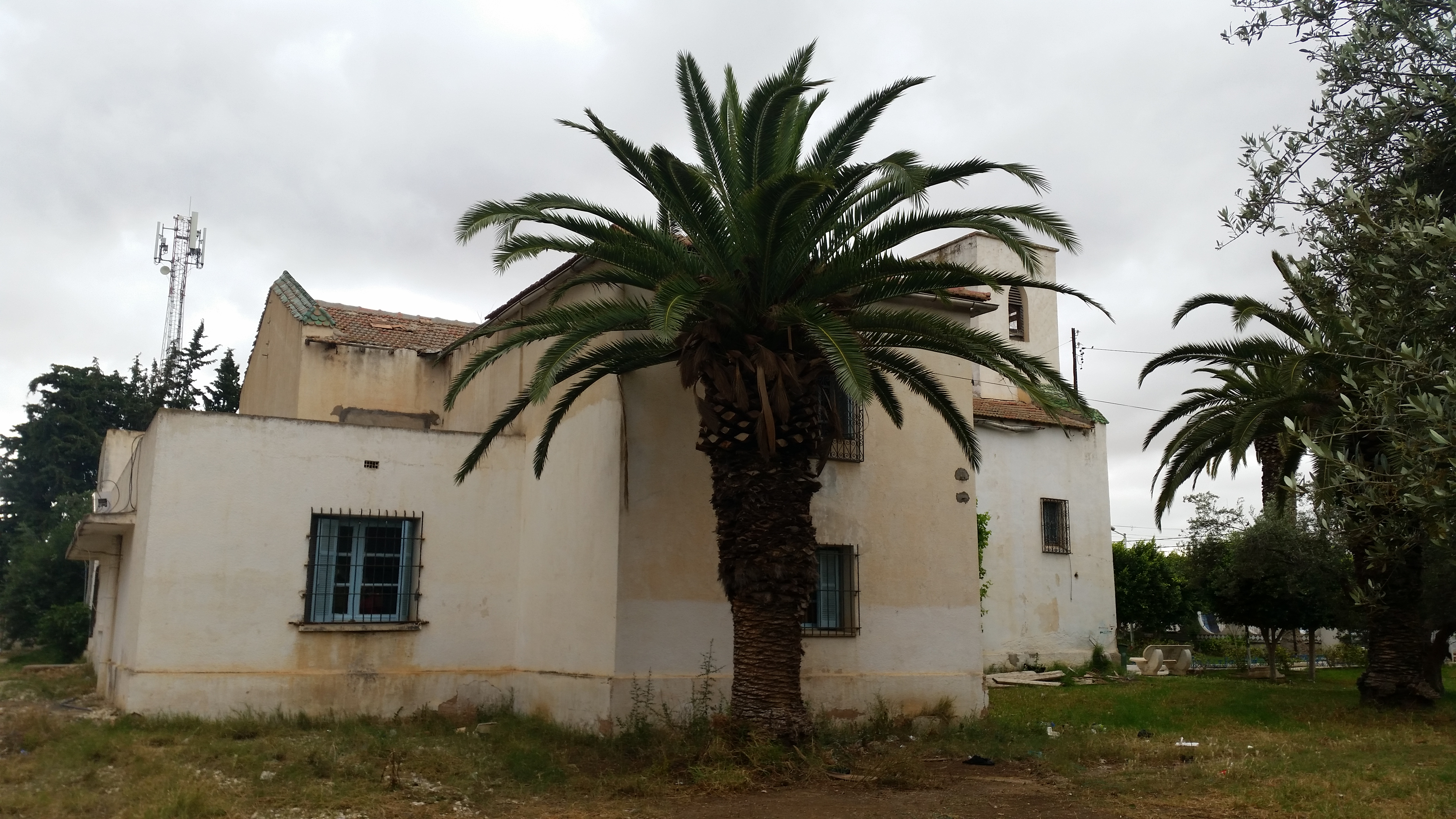
Façade sud-est.
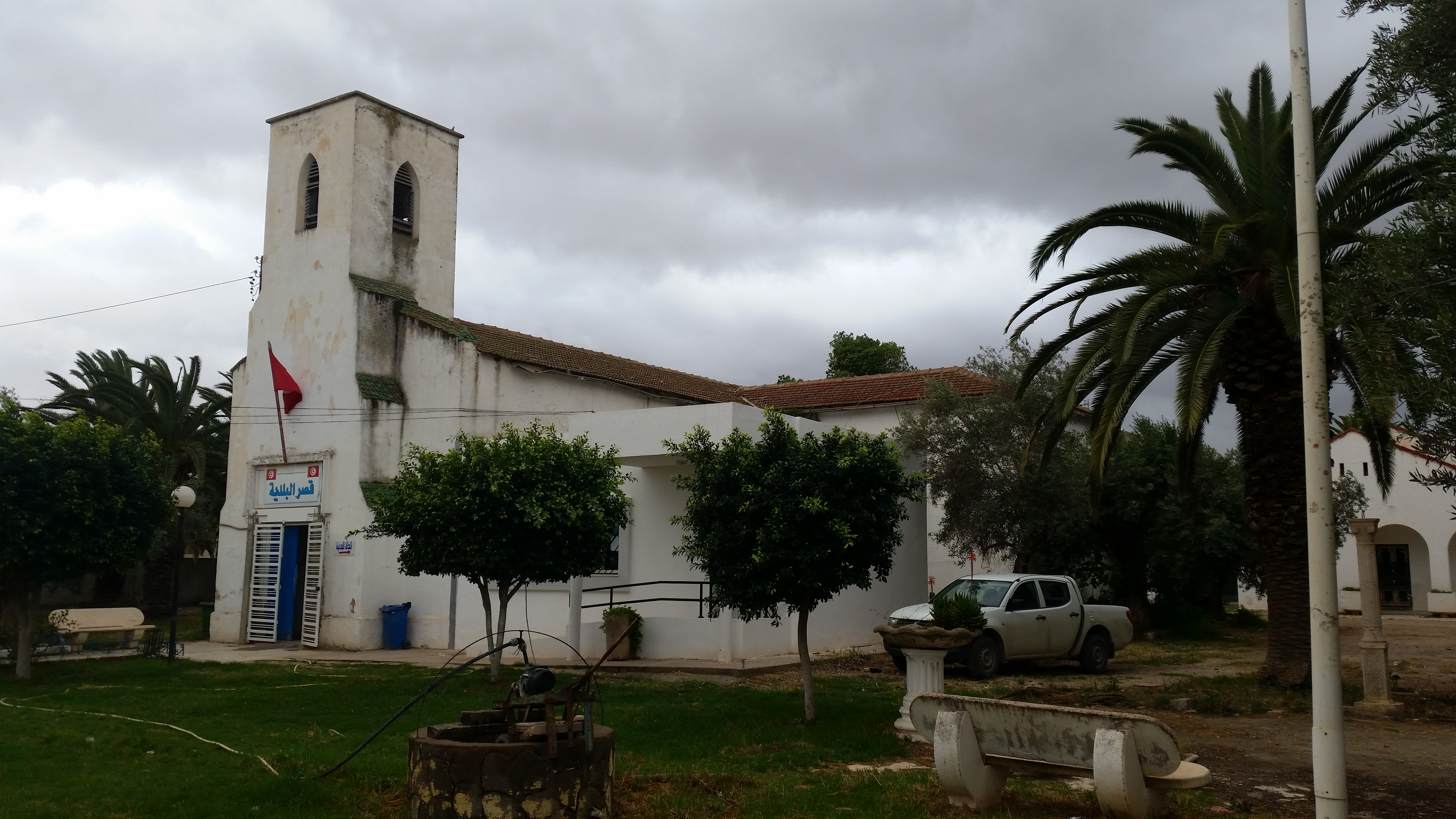
Façade nord-ouest.
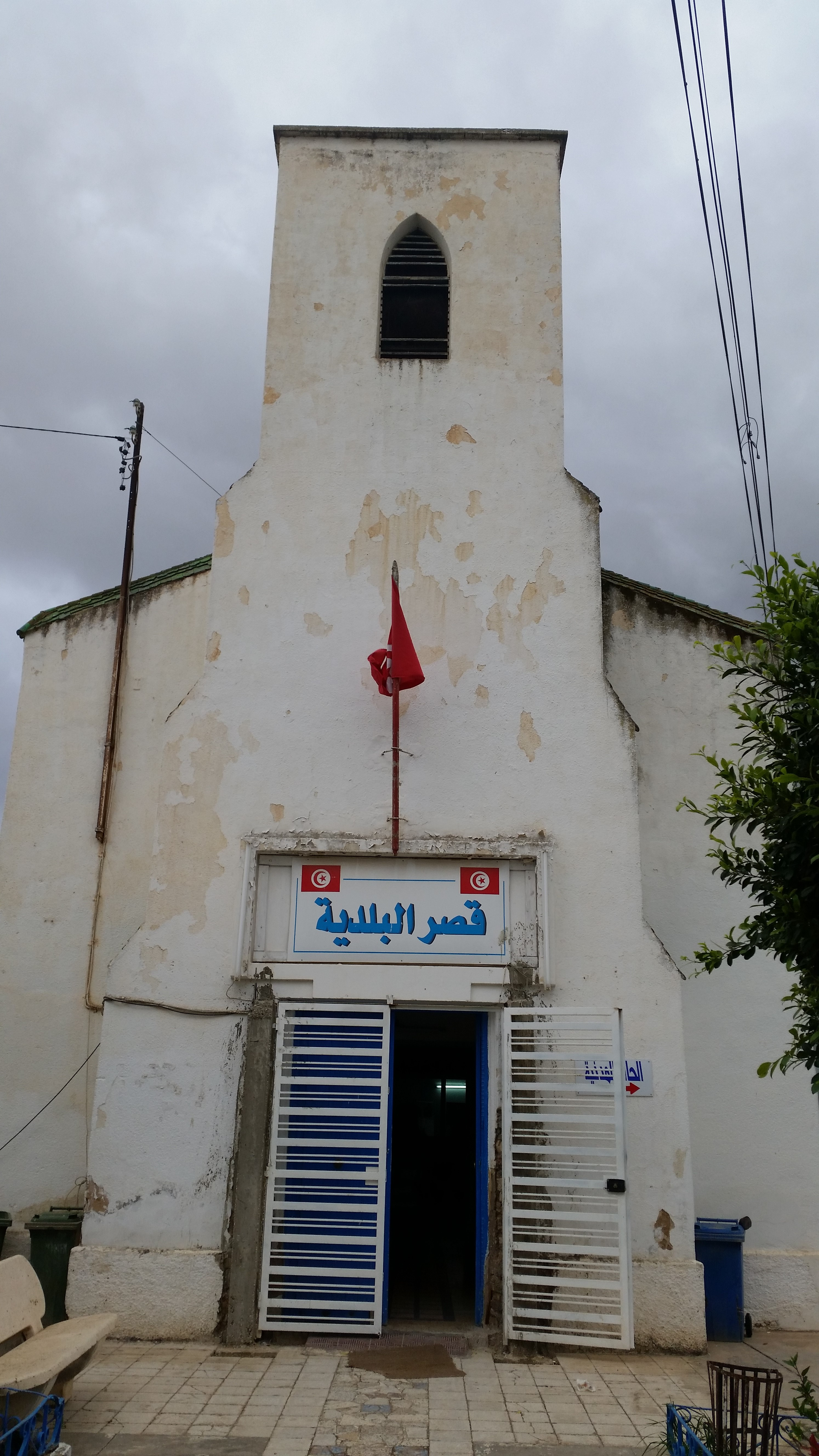
Clocher.